# Pierre van Hooijdonk
Pierre van Hooijdonk (Steenbergen, Países Bajos, 29 de noviembre de 1969) es un exfutbolista neerlandés-marroquí. Era un gran especialista en los tiros libres.

## Biografía
Van Hooijdonk es de ascendencia marroquí por su padre y neerlandesa por su madre.
Tras recalar en el RBC Roosendaal, en las categorías inferiores, debutó en el cuadro titular en un partido contra el Ajax Ámsterdam, y le hizo un gol de penalti. En las filas del Roosendaal hizo una cifra de 33 goles, y el NAC Breda se hizo con sus servicios, en 1991.
Luego de su incursión por el NAC Breda, en 1994 el Celtic, de Escocia lo contrata. Allí tardó un poco en adaptarse pero cuando fue titular, realizó una cifra considerable de 20 goles en la campaña 1995-96, y gracias a ello, logró ganarse el cariño de los escoceses y consiguió una Copa de Escocia.
En 1997, tras ser pretendido por el Rangers FC y el Arsenal FC, anunció su fichaje por el Nottingham Forest, club que pagó por él una cifra de 14 millones de libras esterlinas, y en la primera temporada descendió, pero en la siguiente, sus 29 goles fueron la razón para que el conjunto inglés ascendiera de nuevo.
En 1999 regresa a los Países Bajos para jugar en el Vitesse Arnhem, pero tras una buena campaña, no siguió y pasó posteriormente por el SL Benfica; Feyenoord, donde en 2002 gana la Copa UEFA; Fenerbahçe, y posteriormente regresó al NAC Breda para posteriormente volver al Feyenoord, club donde oficializa su retiro como futbolista al final de la temporada 2006-2007, de la Eredivisie.

## Selección nacional
Con la Selección de los Países Bajos ha sido internacional en 39 ocasiones y ha anotado 11 goles.
Debutó en el partido Países Bajos 5 - 0 Luxemburgo, el 14 de diciembre de 1994.

## Clubes

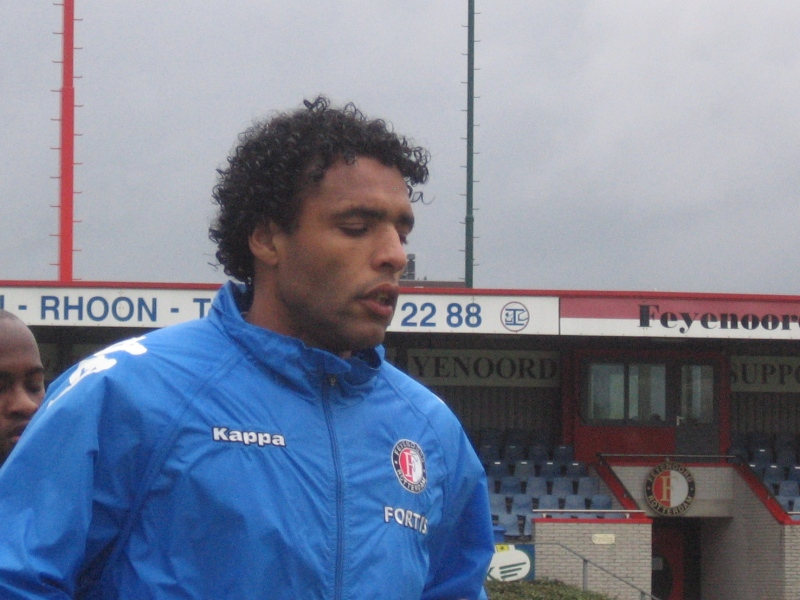
Van Hooijdonk con el Feyenoord.

- 1989-1991: RBC Roosendaal
- 1991-1994: NAC Breda
- 1994-1997: Celtic
- 1997-1999: Nottingham Forest
- 1999-2000: Vitesse Arnhem
- 2000-2001: SL Benfica
- 2001-2003: Feyenoord Róterdam
- 2003-2005: Fenerbahçe SK
- 2005-2006: NAC Breda
- 2006-2007: Feyenoord Róterdam

## Palmarés

### Torneos nacionales
| Título           | Club                 | País       | Año     |
| ---------------- | -------------------- | ---------- | ------- |
| Copa de Escocia  | Celtic Football Club | Escocia    | 1995    |
| Segunda División | Nottingham Forest    | Inglaterra | 1997-98 |
| Superliga        | Fenerbahçe SK        | Turquía    | 2004    |

### Torneos internacionales
| Título          | Club                | Sede     | Año  |
| --------------- | ------------------- | -------- | ---- |
| Copa de la UEFA | Feyenoord Rotterdam | Róterdam | 2002 |

### Distinciones individuales
- Máximo goleador de la Eredivisie 2001-02 (24 goles).
- Máximo goleador de la Copa de la UEFA 2001-02 (8 goles).